# Soursac
Cet article possède un paronyme, voir Sourzac.
Soursac est une commune française située dans le département de la Corrèze en région Nouvelle-Aquitaine.
En occitan c'est Sorçac, prononcer [chourcha].

## Géographie
La commune du Massif central située sur un plateau d'une altitude moyenne de 550 m qui plonge à l'est et au sud dans la vallée de la Dordogne et à l'ouest dans la vallée de la Luzège (affluent de la Dordogne) dont les lits se trouvent à une altitude moyenne de 250 m. Le plateau est ouvert au nord vers Ussel, sous-préfecture de la Corrèze et au-delà vers le plateau de Millevaches.

### Communes limitrophes
Les communes limitrophes sont  Auriac, Chalvignac, Lapleau, Latronche, Laval-sur-Luzège, Pleaux, Rilhac-Xaintrie et Saint-Pantaléon-de-Lapleau.

### Climat
Pour des articles plus généraux, voir Climat de la Nouvelle-Aquitaine et Climat de la Corrèze.
Historiquement, la commune est exposée à un climat montagnard.  
En 2020, Météo-France publie une typologie des climats de la France métropolitaine dans laquelle la commune est exposée à un climat de montagne et est dans la région climatique  Ouest et nord-ouest du Massif Central, caractérisée par une pluviométrie annuelle de 900 à 1 500 mm, maximale en automne et en hiver.
Pour la période 1971-2000, la température annuelle moyenne est de 10,4 °C, avec  une amplitude thermique annuelle de 15,3 °C. Le cumul annuel moyen de précipitations est de 1 190 mm, avec 13,7 jours de précipitations en janvier et 8 jours en juillet. Pour la période 1991-2020, la température moyenne annuelle observée sur la station météorologique la plus proche, située sur la commune de Marcillac-la-Croisille à 13 km à vol d'oiseau, est de 10,8 °C et le cumul annuel moyen de précipitations est de 1 318,8 mm,. Pour l'avenir, les paramètres climatiques de la commune estimés pour 2050 selon différents scénarios d’émission de gaz à effet de serre sont consultables sur un site dédié publié par Météo-France en novembre 2022.

## Urbanisme

### Typologie
Au 1er janvier 2024, Soursac est catégorisée commune rurale à habitat très dispersé, selon la nouvelle grille communale de densité à 7 niveaux définie par l'Insee en 2022.
Elle est située hors unité urbaine et hors attraction des villes,.

### Occupation des sols
L'occupation des sols de la commune, telle qu'elle ressort de la base de données européenne d’occupation biophysique des sols Corine Land Cover (CLC), est marquée par l'importance des forêts et milieux semi-naturels (61,3 % en 2018), en diminution par rapport à 1990 (62,7 %). La répartition détaillée en 2018 est la suivante : 
forêts (61,3 %), prairies (18,6 %), zones agricoles hétérogènes (13,8 %), eaux continentales (5,1 %), zones urbanisées (1,2 %).
L'évolution de l’occupation des sols de la commune et de ses infrastructures peut être observée sur les différentes représentations cartographiques du territoire : la carte de Cassini (XVIIIe siècle), la carte d'état-major (1820-1866) et les cartes ou photos aériennes de l'IGN pour la période actuelle (1950 à aujourd'hui).

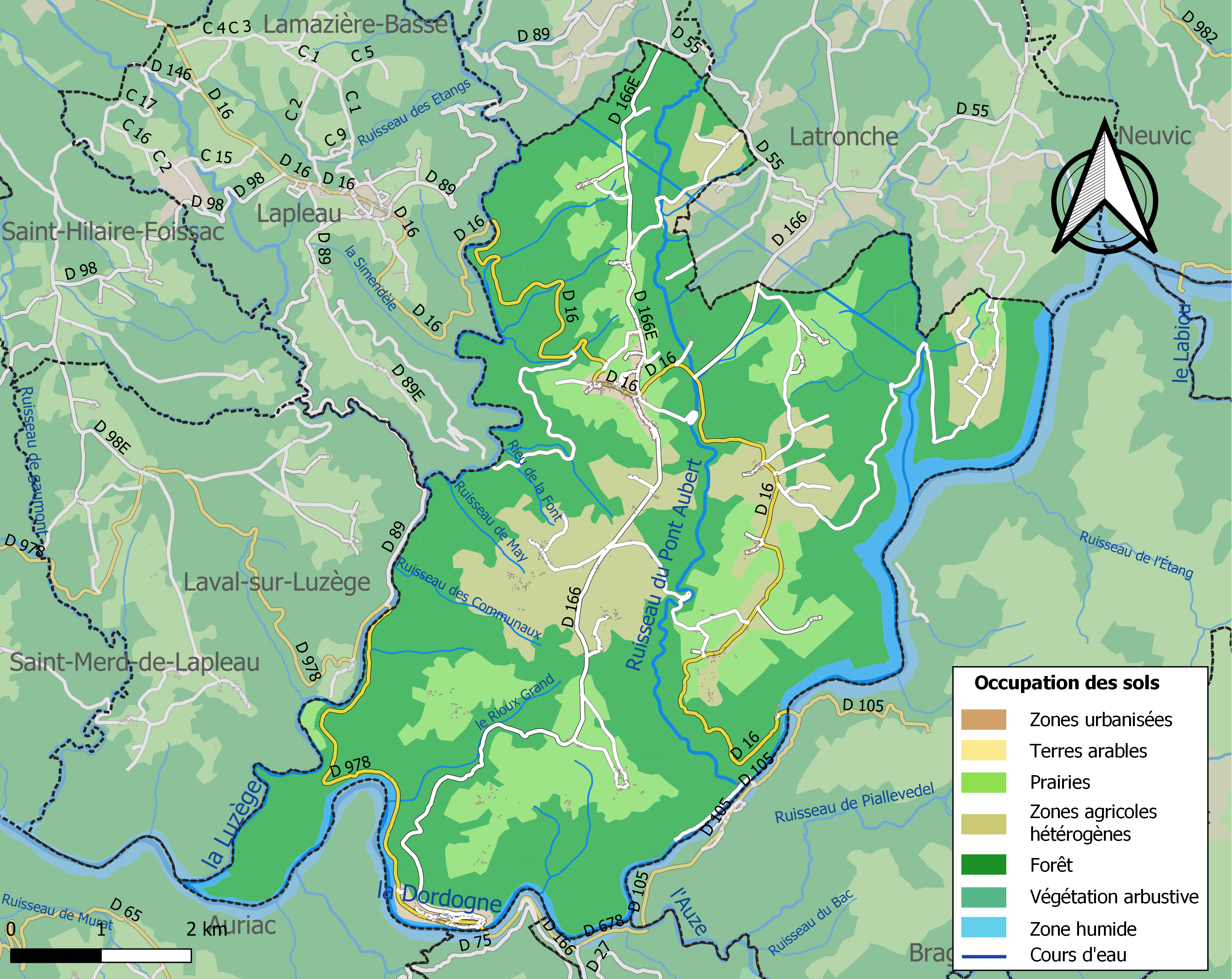
Carte des infrastructures et de l'occupation des sols de la commune en 2018 (CLC).

### Risques majeurs
Le territoire de la commune de Soursac est vulnérable à différents aléas naturels : météorologiques (tempête, orage, neige, grand froid, canicule ou sécheresse), feux de forêts, mouvements de terrains et séisme (sismicité très faible). Il est également exposé à un risque technologique, la rupture d'un barrage, et à un risque particulier : le risque de radon. Un site publié par le BRGM permet d'évaluer simplement et rapidement les risques d'un bien localisé soit par son adresse soit par le numéro de sa parcelle.

#### Risques naturels

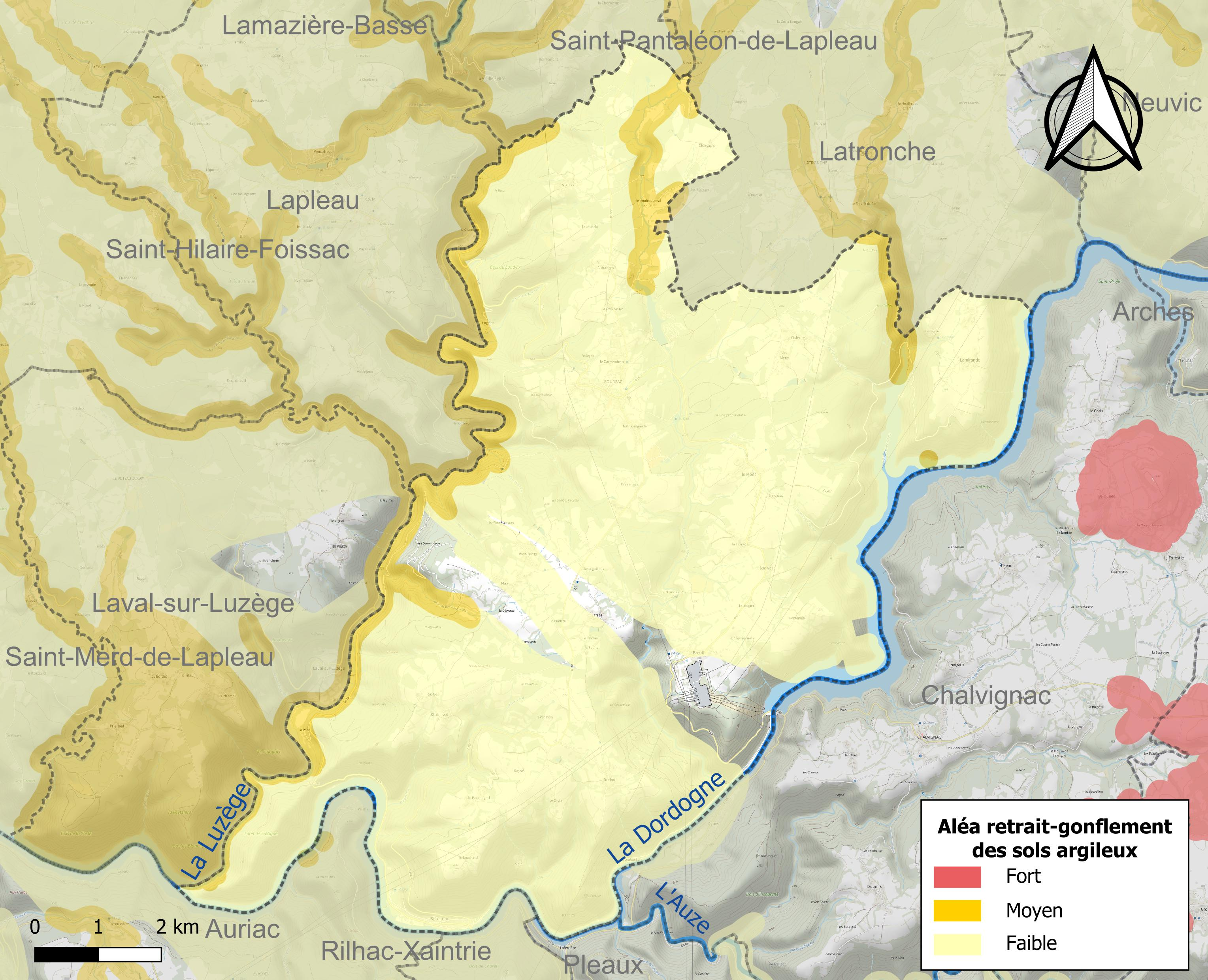
Carte des zones d'aléa retrait-gonflement des sols argileux de Soursac.

La commune est vulnérable au risque de mouvements de terrains constitué principalement du retrait-gonflement des sols argileux. Cet aléa est susceptible d'engendrer des dommages importants aux bâtiments en cas d’alternance de périodes de sécheresse et de pluie. 8,2 % de la superficie communale est en aléa moyen ou fort (26,8 % au niveau départemental et 48,5 % au niveau national). Sur les 500 bâtiments dénombrés sur la commune en 2019, quatre sont en aléa moyen ou fort, soit 1 %, à comparer aux 36 % au niveau départemental et 54 % au niveau national. Une cartographie de l'exposition du territoire national au retrait gonflement des sols argileux est disponible sur le site du BRGM,.
Concernant les feux de forêt, aucun plan de prévention des risques incendie de forêt (PPRIF) n’a été établi en Corrèze, néanmoins le code de l’urbanisme impose la prise en compte des risques dans les documents d’urbanisme. Le périmètre des servitudes d'utilité publique et des zones d'obligation légale de débroussaillement pour les particuliers est quant à lui défini pour la commune dans une carte dédiée. 
La commune a été reconnue en état de catastrophe naturelle au titre des dommages causés par les inondations et coulées de boue survenues en 1982, 1988 et 1999. Concernant les mouvements de terrains, la commune a été reconnue en état de catastrophe naturelle au titre des dommages causés par des mouvements de terrain en 1999.

#### Risques technologiques
La commune est en outre située en aval des barrages de Bort-les-Orgues, de Marèges, de l'Aigle et de Neuvic d'Ussel, des ouvrages de classe A soumis à PPI. À ce titre elle est susceptible d’être touchée par l’onde de submersion consécutive à la rupture d'un de ces ouvrages.

#### Risque particulier
Dans plusieurs parties du territoire national, le radon, accumulé dans certains logements ou autres locaux, peut constituer une source significative d’exposition de la population aux rayonnements ionisants. Certaines communes du département sont concernées par le risque radon à un niveau plus ou moins élevé. Selon la classification de 2018, la commune de Soursac est classée en zone 3, à savoir zone à potentiel radon significatif. 

## Histoire
Sous la Révolution française, pour suivre un décret de la Convention, la commune change de nom pour Soursac-Moustier.

## Politique et administration
| Période   | Période   | Identité          | Étiquette | Qualité                                   |
| --------- | --------- | ----------------- | --------- | ----------------------------------------- |
| 1891      | 1900      | Léonard Pantaine  |           | Meunier                                   |
| 1900      | 1908      | Aimé Chamfeuil    |           | Négociant, officier d'académie            |
| 1908      | 1912      | François Lagoutte |           | Cultivateur, chevalier du mérite agricole |
| 1912      | 1919      | Aimé Chamfeuil    |           | Négociant, officier d'académie            |
| 1919      | 1939      | Gabriel Chamfeuil |           | Docteur                                   |
| 1939      | 1940      | Pierre Despert    |           | Courtier agricole                         |
| 1940      | 1945      | Gabriel Chamfeuil |           | Docteur                                   |
| 1945      | 1983      | Antoine Brioude   |           |                                           |
| 1983      | 2001      | André Vidal       | RPR       |                                           |
| mars 2001 | mars 2008 | Josette Gout      |           |                                           |
| mars 2008 | mars 2014 | Alain Chalimon    |           |                                           |
| mars 2014 | En cours  | Serge Guillaume   | DVD       | Retraité Fonction publique                |

Le premier maire de Soursac fut Antoine Chapouille officier de santé décédé à Soursac le 24 septembre 1839 à 72 ans. Il habitait dans la maison Fournier - ancienne maison Bernique (après le restaurant Le Soursacois en descendant le bourg).

## Démographie
| 1793  | 1800  | 1806  | 1821  | 1831  | 1836  | 1841  | 1846  | 1851  |
| ----- | ----- | ----- | ----- | ----- | ----- | ----- | ----- | ----- |
| 1 410 | 1 608 | 1 412 | 1 669 | 1 956 | 1 957 | 1 941 | 2 100 | 2 154 |

| 1856  | 1861  | 1866  | 1872  | 1876  | 1881  | 1886  | 1891  | 1896  |
| ----- | ----- | ----- | ----- | ----- | ----- | ----- | ----- | ----- |
| 2 169 | 2 084 | 2 204 | 2 133 | 2 390 | 2 396 | 2 126 | 1 921 | 2 134 |

| 1901  | 1906  | 1911  | 1921  | 1926  | 1931  | 1936  | 1946  | 1954  |
| ----- | ----- | ----- | ----- | ----- | ----- | ----- | ----- | ----- |
| 1 941 | 1 837 | 1 956 | 1 513 | 1 401 | 1 505 | 1 503 | 1 656 | 1 011 |

| 1962  | 1968 | 1975 | 1982 | 1990 | 1999 | 2006 | 2007 | 2012 |
| ----- | ---- | ---- | ---- | ---- | ---- | ---- | ---- | ---- |
| 1 009 | 968  | 871  | 696  | 569  | 505  | 486  | 484  | 504  |

| 2017 | 2022 | - | - | - | - | - | - | - |
| ---- | ---- | - | - | - | - | - | - | - |
| 505  | 520  | - | - | - | - | - | - | - |

## Économie
Soursac est une commune rurale de moyenne montagne. Son économie repose sur l'élevage de bovins, avec une dominante des races Salers et Limousine et sur l'exploitation des bois, feuillus (chênes et châtaigniers) et résineux (mélèzes, épicéas et douglas, l'or vert de la Haute Corrèze).
Elle compte une vingtaine d'exploitations agricoles mais aucune industrie de transformation qu'il s'agisse du bois, du lait ou de la viande.
Soursac a tous les commerces de base : épicerie, boulangerie-pâtisserie, boucherie-charcuterie, garage, agence postale avec distributeur de billets, salon de coiffure, maçon, électricien, médecin, hôtel restaurant. La commune a également une bibliothèque et une salle informatique.
Le territoire de la commune est très giboyeux avec une grande activité cynégétique pendant la période d'ouverture de la chasse (chevreuils, sangliers, cerfs). Cependant en juillet 2019, on constate la disparition progressive d'animaux tels que les hérissons ou les sangliers tous ont été frappés d'un destin funeste puisque fauché en pleine gloire par un Master blanc[Quoi ?]. Une importante activité halieutique se déroule dans la Dordogne, la Luzège et les ruisseaux qui traversent la commune.

## Vie culturelle
La commune possède :
- le tableau L'aumône faite aux pauvres de Pieter van Laer, peintre néerlandais du XVIIe (époque de L'âge d'or hollandais) ;
- une tapisserie d'Aubusson représentant un bestiaire du Moyen Âge.

Ces œuvres d'art ne sont pas exposées au public.

## Cinéma
Plusieurs films et séries ont été tournés dans la commune en particulier : 
- 1942 : Lumière d'été de Jean Grémillon, dans le village de Spontour, au barrage de l'Aigle alors en construction[27].

## Habitat

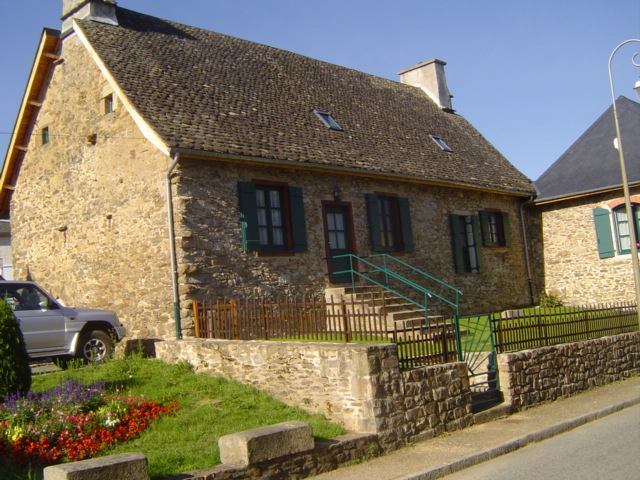
Maison du XVIIe siècle avec toiture en lauzes.

La commune a un habitat diffus avec de nombreux hameaux et un village - Spontour - situé au bord de la Dordogne ; en amont de Spontour, le village de Nauzenac a été noyé lors de la mise en eau du barrage de l'Aigle après la Seconde Guerre mondiale. Ce village constituait un point de passage entre la Corrèze et le Cantal grâce à un pont qui enjambait la rivière.
Les maisons les plus anciennes de Soursac sont construites en pierres avec une charpente en chêne et une couverture en ardoises de Travassac ou en lauzes.

## Lieux et monuments
- Église Saint-Julien de Brioude, clocher du XIIe siècle, vitraux du chœur réalisés au début du XXe siècle par Pierre-Jules Boulanger (1833-1911), maître-verrier rouennais.
- Chapelle de Lamirande. Le pèlerinage de Marie-Madeleine de Lamirande a lieu tous les 22 juillet.

Le territoire de la commune est sillonné de nombreux sentiers pédestres qui offrent aux promeneurs des vues spectaculaires sur le plateau de Millevaches au nord, le massif des Monédières à l'ouest, la Xaintrie au sud et les monts du Cantal à l'est.
Soursac est situé à mi-chemin entre deux sites labellisés "Grands sites de France" :
- Rocamadour au sud-ouest avec sa constellation de sites touristiques (gouffre de Padirac, Collonges la Rouge, Dordogne périgourdine, Sarlat, etc.) ;
- le puy Mary à l'est - 2e sommet des monts du Cantal - avec son territoire environnant (Salers, Mauriac, route des crêtes, Plomb du Cantal, etc.). Les monts du Cantal constituent l'un des trois massifs (le plus au sud) des monts d'Auvergne ; les deux autres massifs sont les monts Dore et les monts Dômes (le point culminant des monts Dôme est le puy de Dôme, également labellisé Grand site de France).

Sur le territoire de la commune se trouvent deux sites touristiques majeurs :
- le viaduc des Rochers Noirs, classé monument historique depuis 2000. Il a été inauguré en 1913 par Raymond Poincaré, président de la République et permettait le franchissement des gorges de la Luzège au chemin de fer à voie métrique qui reliait Tulle à Ussel. Il s'agit d'un pont suspendu de type Gisclard dont le tablier surplombe la Luzège d'une hauteur de près de 100 m ;
- le barrage de l'Aigle sur la Dordogne de type poids-voûte inauguré en 1946. Il est surmonté d'une route qui relie les deux rives de la rivière, Soursac (Limousin) à Chalvignac (Auvergne).

Il existe d'autres sites dignes d'intérêt :
- la vieille église Saint-Pantaléon de Lapleau (classée Monument historique), siège d'un important prieuré aux XIVe et XVe siècles ;
- la passerelle himalayenne qui franchit la Luzège entre Soursac et Lapleau en amont du viaduc des Rochers noirs ;
- la cascade du Saut Sali ;
- le village de Spontour sur la Dordogne qui fut pendant des décennies le lieu de construction et le point de départ des gabares, bateaux à fond plat qui transportaient les bois de châtaignier et de chêne pour les vignerons du Bordelais et de la région de Cognac ; en été une promenade en gabare sur la Dordogne est organisée tous les jours à partir de Spontour ;
- le château de Durfort qui était rattaché à la vicomté de Turenne (le château ne se visite pas) ;
- le rocher d'apparition de Marie-Madeleine qui, selon la légende commémorée chaque année le 22 juillet par un pèlerinage, apparut à de jeunes bergers. Une chapelle a été édifiée dans les années 1950 au hameau de Lamirande sous l'impulsion de Louis Bourzeix qui fut curé de Soursac pendant des décennies ;
- la forêt de Frétigne à la confluence de la Dordogne et de la Luzège dont la faune (aigles bottés, faucons pèlerins entre autres espèces) et la flore sont protégées dans le cadre d'une ZNIEFF et du programme Natura 2000.

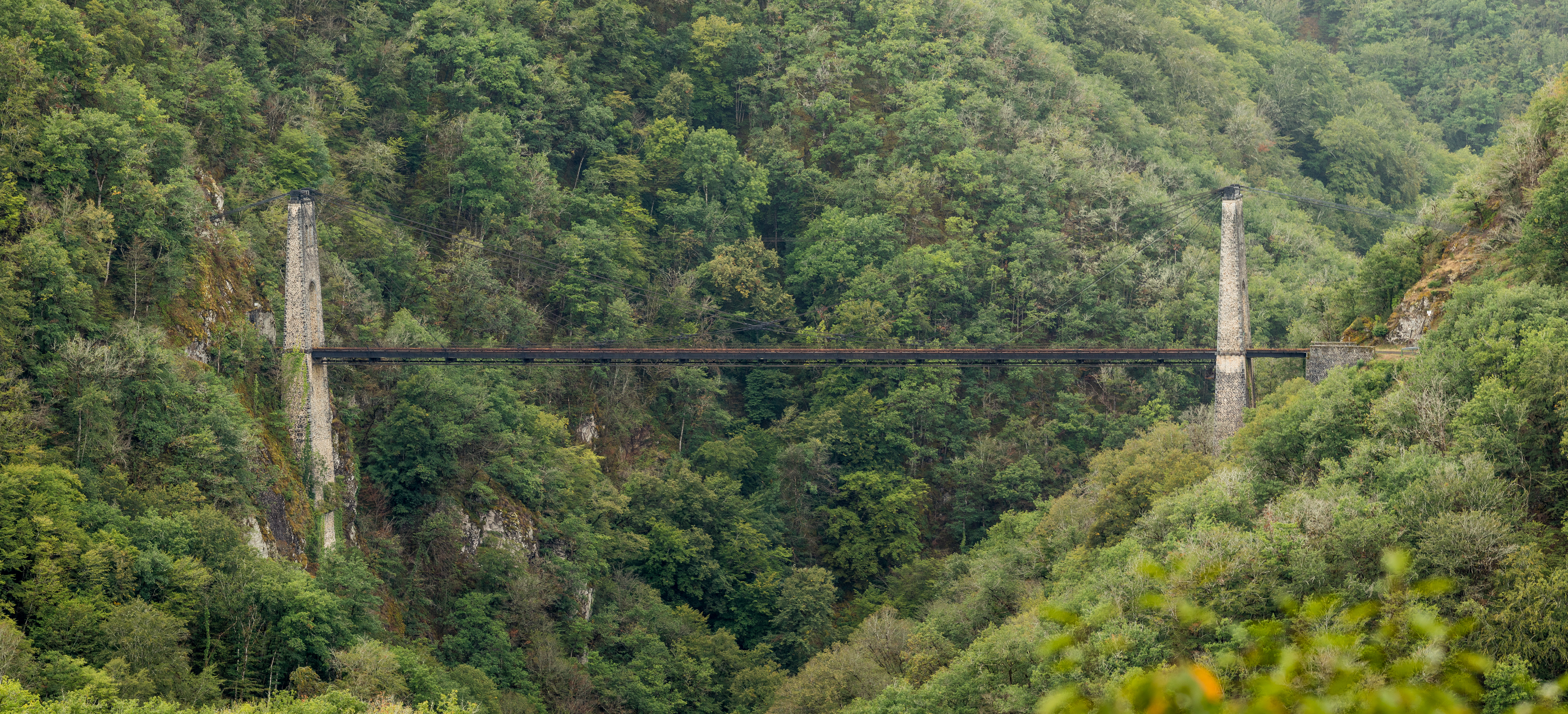
Viaduc des Rochers Noirs.

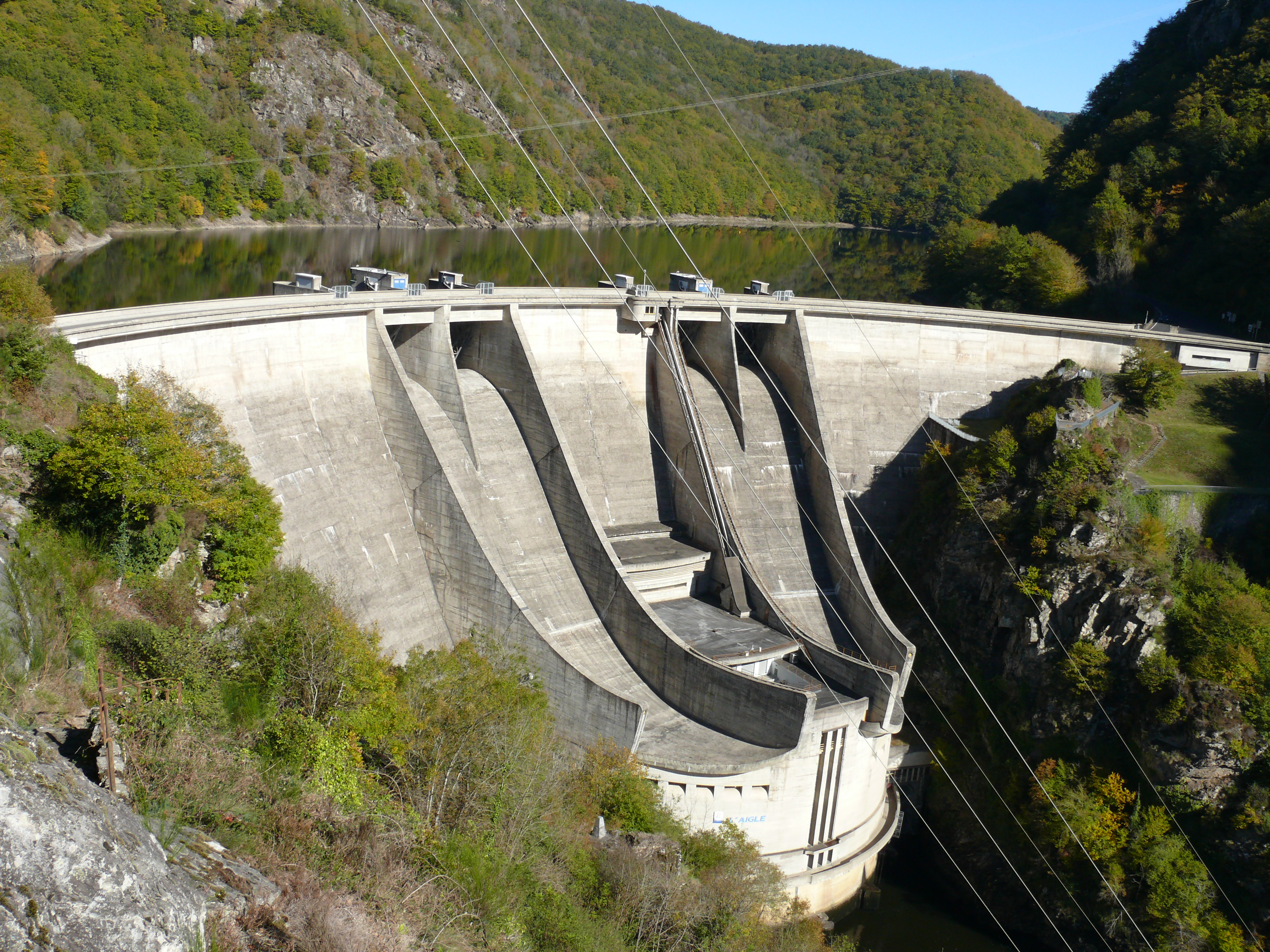
Barrage de l'Aigle, vu du belvédère.

## Personnalités liées à la commune
- Maison de Durfort
- André Lajoinie, candidat à l'élection présidentielle en 1988. Sa femme est originaire de Spontour, village au bord de la Dordogne et rattaché à Soursac.

## Héraldique
|  | De gueules à trois étoiles de six rais d'argent, au chef de même chargé d'un lambel de cinq pendants de gueules. |